# Cytidintrifosfat

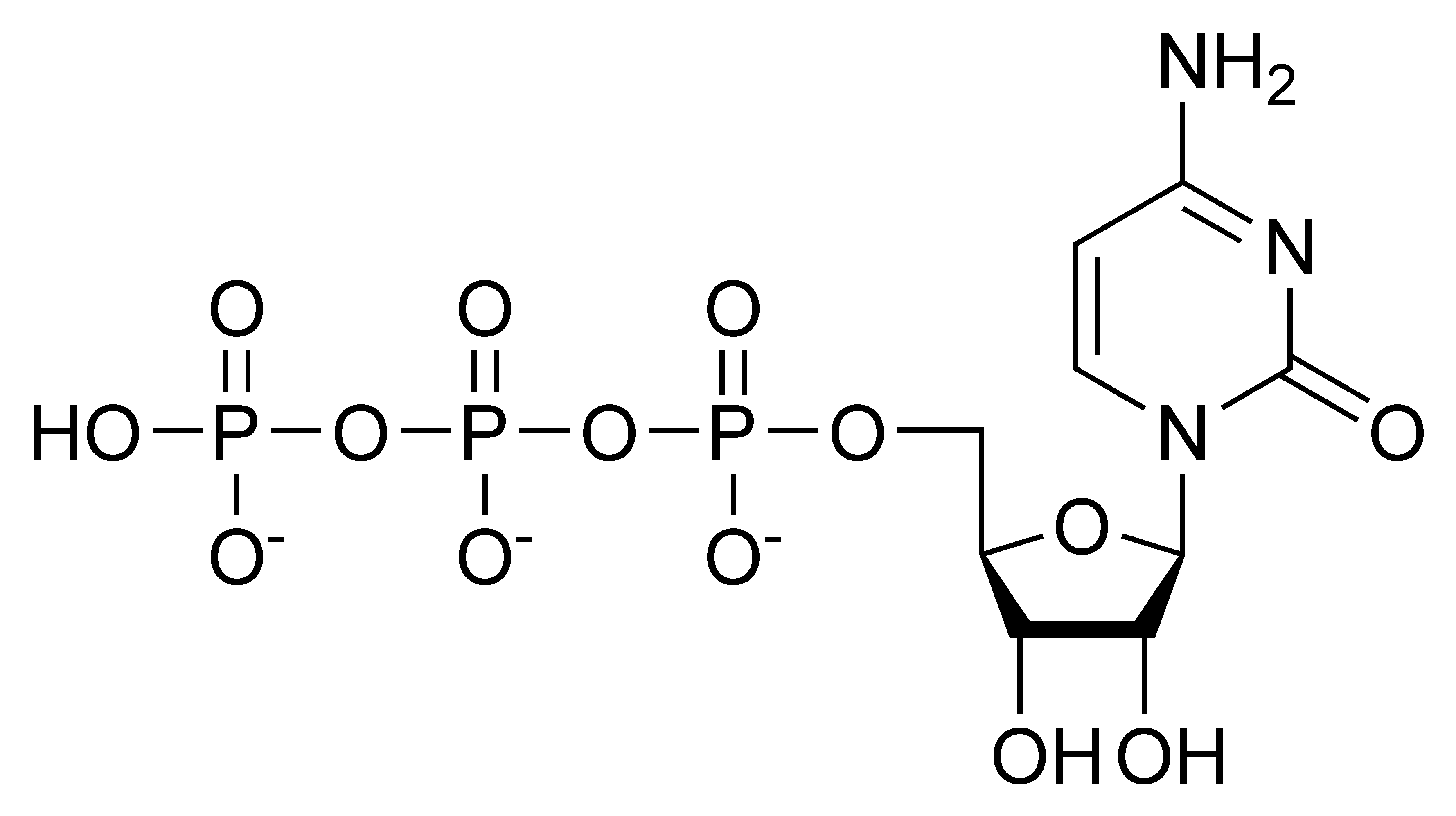
Strukturformel för CTP

Cytidintrifosfat (CTP) är en pyrimidinnukleotid, och är bland annat ett substrat i biosyntesen av RNA. CTP är en högenergimolekyl i likhet med ATP, men med en mer specifik roll i metabolismen. CTP fungerar som energikälla och som koenzym vid syntes av glycerofosfolipider och glykosylering av proteiner.